# Cigeľ
Cigeľ je obec na Slovensku v okrese Prievidza v Trenčínském kraji ležící na úpatí pohoří Vtáčnik. Žije v něm přibližně 1 300 obyvatel. První písemná zmínka o vesnici je z roku 1362. Ve vsi stojí římskokatolický kostel svatého Matouše z roku 1762. Do správního území obce zasahuje část přírodní rezervace Biely kameň.